# Tritonia atrorubens
Tritonia atrorubens là một loài thực vật có hoa trong họ Diên vĩ. Loài này được (N.E.Br.) L.Bolus miêu tả khoa học đầu tiên năm 1927.